# Древнеперсидский язык

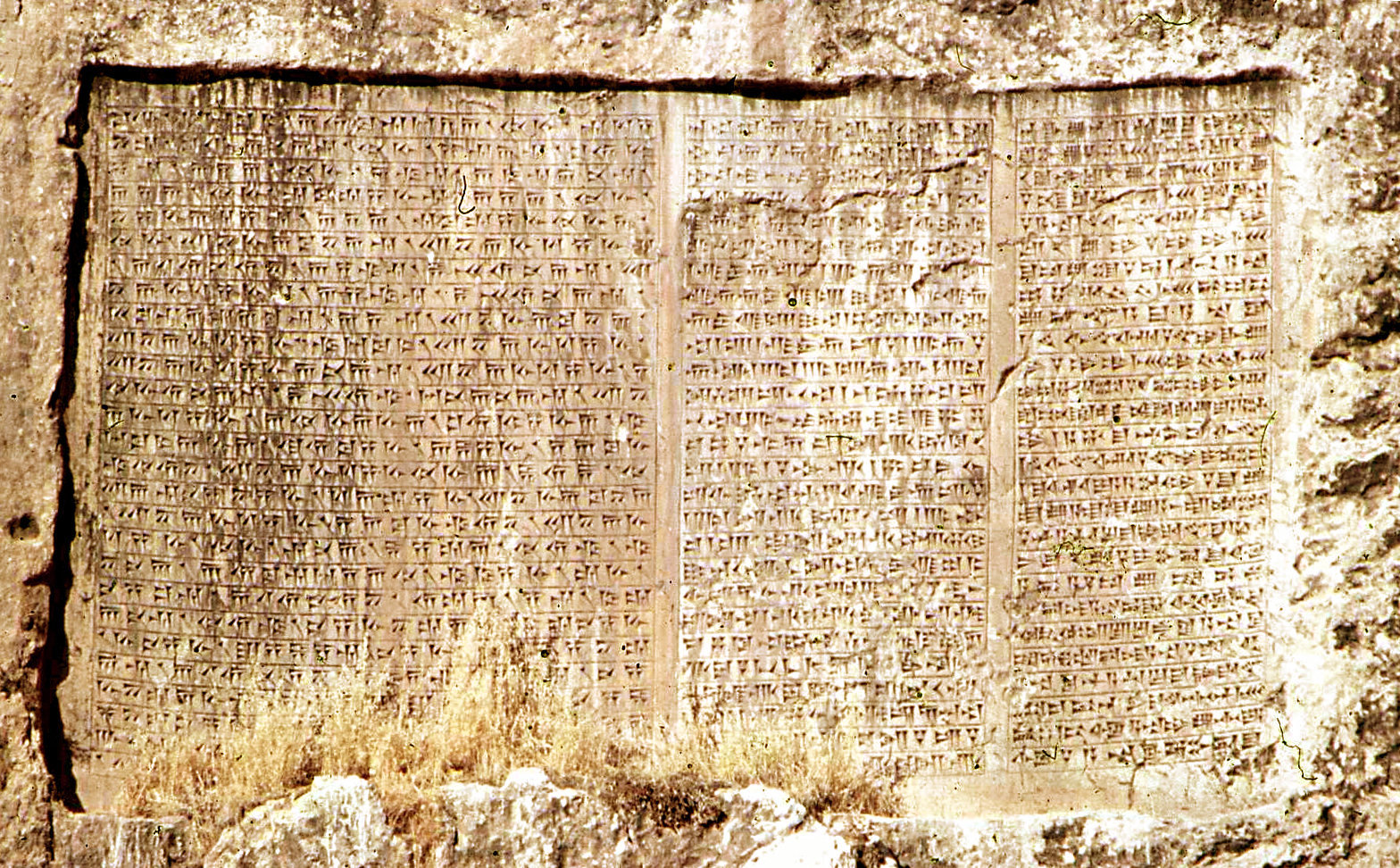
Надпись Ксеркса на трёх языках: древне-персидском, вавилонском, эламитском

Древнеперси́дский язы́к — один из двух древнейших засвидетельствованных надписями древнеиранских языков (вторым является культовый авестийский язык). Представлен монументальными надписями, бюрократическими документами на глиняных табличках, печатями эпохи Ахеменидов (около 600—300 до н. э.). Образцы древнеперсидских надписей обнаружены на территории современного Ирана, Ирака, Турции и Египта.

## Классификация
Древнеперсидский язык относится к древнеиранским языкам, входящим в юго-западную подгруппу иранских языков. Древнеперсидский язык входит в индо-иранскую ветвь индоевропейской семьи. Авестийский язык к юго-западным иранским языкам не относится.

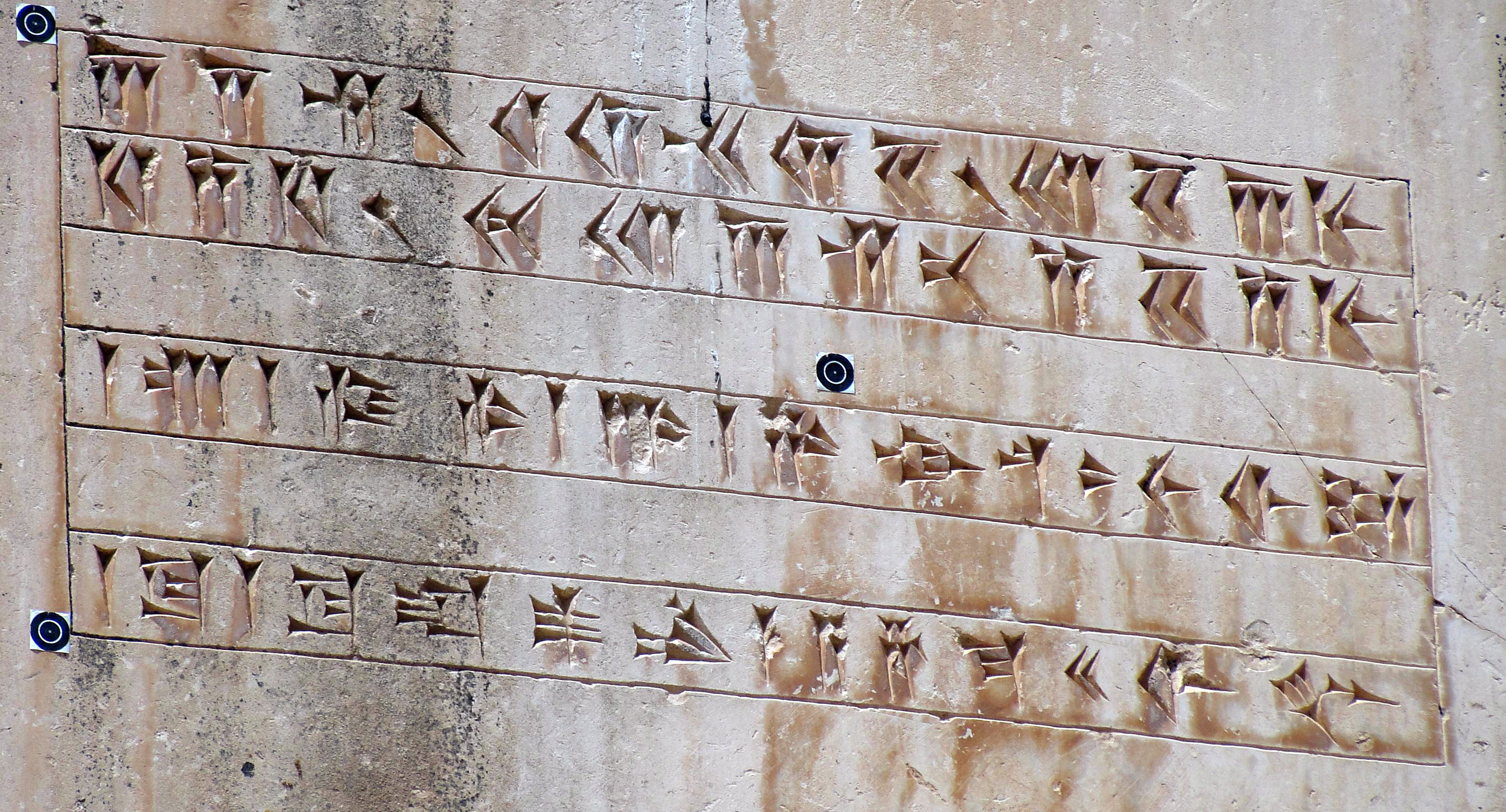
Adam Kuruš… (Я — Кир…). Пасаргады.

## Письменность
Древнеперсидские тексты датируются VI—IV вв. до н. э. Написаны они клинописью, изобретённой, возможно, во времена Дария с целью записи его дел. Время написания текстов Кира, Аршамы и Арьярамны пока точно не установлено. Есть вероятность того, что это более поздние надписи. Всего несколько знаков схожи с шумерскими и аккадскими. В клинописи 3 знака для обозначения гласных: <a, i, u>, 33 согласных <CV>, 8 так называемых идеограмм или логограмм, то есть знаков, обозначающих целое слово (сакральные понятия). Кроме того, есть знаки, обозначающие числительные и разделительный знак. Письмо является алфавитно-силлабическим. Консонантные знаки обозначают сочетание согласного и гласного звуков <CV> либо просто согласный <C>. Всего имеется 4 <Ci> и 7 <Cu> знаков, остальные — <Ca>.

## Лингвистическая характеристика

### Фонетика и фонология
Фонологическая система определяется косвенно-этимологическим методом. Система гласных представлена тремя парами монофтонгов, противопоставленных по длительности и двумя парами дифтонгов. Слоговой вариант r также относится к системе гласных.

#### Гласные
Ранняя стадия:
- Краткие: /a/ /i/ /u/
- Долгие: /aː/ /iː/ /uː/
- Дифтонги:/ai/ /au/ /āi/ /āu/
- ṛ

Поздняя стадия (время написания манифестов царей):
- a ā
- i ē āi
- ī
- u ô āu
- ū

#### Согласные
|                | Губные согласные | Губные согласные | Зубные / Альвеолярные | Зубные / Альвеолярные | Палатальные | Палатальные | Велярные | Велярные | Глоттальные | Глоттальные |
| -------------- | ---------------- | ---------------- | --------------------- | --------------------- | ----------- | ----------- | -------- | -------- | ----------- | ----------- |
| Взрывные       | p /p/            | b /b/            | t /t/                 | d /d/                 | c /c/       | j /ɟ/       | k /k/    | g /g/    |             |             |
| Носовые        |                  | m /m/            |                       | n /n/                 |             |             |          |          |             |             |
| Фрикативные    | f /f/            |                  | θ /θ/                 |                       | ç /ç/       |             | x /x/    |          | h /h/       |             |
| Сибилянты      |                  |                  | s /s/                 | z /z/                 | š /ʃ/       |             |          |          |             |             |
| Ротацированные |                  |                  |                       | r /r/                 |             |             |          |          |             |             |
| Боковые        |                  |                  |                       | l /l/                 |             |             |          |          |             |             |
| Полугласные    |                  | v /ʋ/            |                       |                       |             | y /j/       |          |          |             |             |

Согласный l встречается только в двух заимствовных собственных именах: haldita (имя человека) и dubāla (область в Вавилоне).

### Морфология

#### Имя существительное
Древнеперсидские корни:
Существовало 3 рода (мужской, женский и средний), у каждого из которых были морфологические показатели. По типу склонения выделяются существительные на -a,-ā,-i,-ī,-u,-ū,-au и на согласные (среди которых можно отдельно выделить на -ar).
|               | -a (м.р.)          | -a (м.р.) | -a (м.р.) | -am (ср.р.)  | -am (ср.р.) | -am (ср.р.) | -ā (ж.р.) | -ā (ж.р.) | -ā (ж.р.) |
| Ед.ч.         | Дв.ч.              | Мн.ч.     | Ед.ч.     | Дв.ч.        | Мн.ч.       | Ед.ч.       | Дв.ч.     | Мн.ч.     |           |
| ------------- | ------------------ | --------- | --------- | ------------ | ----------- | ----------- | --------- | --------- | --------- |
| Именительный  | -a                 | -ā        | -ā, -āha  | -am          | -ā          | -ā          | -ā        | -ā        | -ā        |
| Звательный    | -ā                 | -ā        | -ā        | -am          | -ā          | -ā          | -ā        | -ā        | -ā        |
| Винительный   | -am                | -ā        | -ān       | -am          | -ā          | -ān         | -ām       | -ā        | -ā        |
| Творительный  | -ā                 | -aibiyā   | -aibiš    | -ā           | -aibiyā     | -aibiš      | -āyā      | -ābiyā    | -ābiš     |
| Дательный     | -ah(a)yā, -ah(a)ya | -aibiyā   | -aibiš    | -ahyā, -ahya | -aibiyā     | -aibiš      | -āyā      | -ābiyā    | -ābiš     |
| Отложительный | -ā                 | -aibiyā   | -aibiš    | -ā           | -aibiyā     | -aibiš      | -āyā      | -ābiyā    | -ābiš     |
| Родительный   | -ah(a)yā, -ah(a)ya | -āyā      | -ānām     | -ahyā, -ahya | -āyā        | -ānām       | -āyā      | -āyā      | -ānām     |
| Местный       | -aiy               | -āyā      | -aišuvā   | -aiy         | -āyā        | -aišuvā     | -āyā      | -āyā      | -āhuvā    |

|               | -iš (м.р., ж.р.) | -iš (м.р., ж.р.) | -iš (м.р., ж.р.) | -iy (ср.р.) | -iy (ср.р.) | -iy (ср.р.) | -ī (ж.р.) | -ī (ж.р.) | -ī (ж.р.) | -uš (м.р., ж.р.) | -uš (м.р., ж.р.) | -uš (м.р., ж.р.) | -uv (с.р.) | -uv (с.р.) | -uv (с.р.) |
| Ед.ч.         | Дв.ч.            | Мн.ч.            | Ед.ч.            | Дв.ч.       | Мн.ч.       | Ед.ч.       | Дв.ч.     | Мн.ч.     | Ед.ч.     | Дв.ч.            | Мн.ч.            | Ед.ч.            | Дв.ч.      | Мн.ч.      |            |
| ------------- | ---------------- | ---------------- | ---------------- | ----------- | ----------- | ----------- | --------- | --------- | --------- | ---------------- | ---------------- | ---------------- | ---------- | ---------- | ---------- |
| Именительный  | -iš              | -īy              | -iya             | -iy         | -in         | -īn         | -īy, -īš  |           | -iya      | -uš              | -ūv              | -uva             | -uv        | -un        | -ūn        |
| Звательный    | -i               | -īy              | -iya             | -iy         | -in         | -īn         |           |           |           | -u               | -ūv              | -uva             | -uv        | -un        | -ūn        |
| Винительный   | -im              | -īy              | -iš              | -iy         | -in         | -īn         | -īm       |           | -īš (?)   | -um              | -ūv              | -ūn              | -uv        | -un        | -ūn        |
| Творительный  | -auš             | -ībiyā           | -ībiš            | -auš        | -ībiyā      | -ībiš       |           |           |           | -auv, -auš       | -ūbiyā           | -ūbiš            | -auv       | -ūbiyā     | -ūbiš      |
| Дательный     | -aiš             | -ībiyā           | -ībiš            | -aiš        | -ībiyā      | -ībiš       | -īyā      |           |           | -auš             | -ūbiyā           | -ūbiš            | -auš       | -ūbiyā     | -ūbiš      |
| Отложительный | -auš             | -ībiyā           | -ībiš            | -auš        | -ībiyā      | -ībiš       |           |           |           | -auv, -auš       | -ūbiyā           | -ūbiš            | -auv       | -ūbiyā     | -ūbiš      |
| Родительный   | -aiš             | -īyā             | -īnām            | -aiš        | -īyā        | -īnām       | -īyā      |           |           | -auš             | -ūvā             | -ūnām            | -auš       | -ūvā       | -ūnām      |
| Местный       | -auv             | -īyā             | -išuvā           | -auv        | -īyā        | -išuvā      |           |           |           | -āvā, auv        | -ūvā             | -ušuvā           | -āvā       | -ūvā       | -ušuvā     |

#### Имя прилагательное
Прилагательные, как и существительные, изменяются по роду, числу и падежу. Согласование с существительным является полным: dātam rāstam «правильный закон», hainā vazarkā «большая чужеземная армия», aniyaibiš bagaibiš «другими богами».
Сравнительная степень прилагательных образуется с помощью суффиксов -tara-, -θara- , -iyah-,-īyah-
- Превосходная степень

-tama-, -išta-
Сравнительная и превосходная степени прилагательных могут образовываться от иной, чем у положительной степени, основы (иногда - от другого корня): tunuva(n)t «сильный, мощный» имеет сравнительную степень tauvīyah; vazarka «великий» — пр. степень maθišta «величайший»; dūra «далекий» — пр. ст. duvaišta «самый дальний».

#### Местоимение
- Личные

| Лицо | Ед.ч. | Мн.ч. |
| ---- | ----- | ----- |
| 1.   | adam  | vayam |
| 2.   | tuvam | -     |
| 3.   | hauv  | -     |

- - Склонение личных местоимений

| Падеж         | Ед.ч.    | Мн.ч.  |
| ------------- | -------- | ------ |
| Именительный  | adam     | vayam  |
| Винительный   | mām, -mā | -      |
| Родительный   | manā     | amāxam |
| Дательный     | manā     | amāxam |
| Отложительный | -ma      | -      |

| Падеж         | Ед.ч.        | Мн.ч. |
| ------------- | ------------ | ----- |
| Именительный  | tuvam (tuva) | -     |
| Винительный   | θuvam        | -     |
| Родительный   | -taiy        | -     |
| Дательный     | -taiy        | -     |
| Отложительный | -            | -     |

- Притяжательные
- Указательные

Тот, та, то.
| Падеж         | М.р.    | Ж.р. | Ср.р.   |
| ------------- | ------- | ---- | ------- |
| Именительный  | hauv    | hauv | ava     |
| Винительный   | avam    | avām | ava     |
| Родительный   | avahayā | -    | avahayā |
| Дательный     | avahayā | -    | avahayā |
| Отложительный | avanā   | -    | avanā   |
| Творительный  | avanā   | -    | avanā   |

| Падеж        | М.р.    | Ж.р. | Ср.р. |
| ------------ | ------- | ---- | ----- |
| Именительный | avaiy   | *avā | avā   |
| Винительный  | avaiy   | *avā | avā   |
| Родительный  | avaišam | -    | -     |
| Дательный    | avaišam | -    | -     |

Этот, эта, это.
| Падеж         | М.р. | Ж.р.     | Ср.р. |
| ------------- | ---- | -------- | ----- |
| Именительный  | iyam | iyam     | ima   |
| Винительный   | imam | imām     | ima   |
| Родительный   | -    | ahayāyā  | -     |
| Дательный     | -    | ahayāyāʰ | -     |
| Отложительный | anā  | -        | -     |
| Местный       | -    | ahayāyā  | -     |

| Падеж         | М.р.    | Ж.р. | Ср.р.   |
| ------------- | ------- | ---- | ------- |
| Именительный  | imaiy   | imā  | imā     |
| Винительный   | imaiy   | imā  | imā     |
| Родительный   | imaišam | -    | -       |
| Дательный     | imaišam | -    | -       |
| Отложительный | -       | -    | imaibiš |
| Творительный  | -       | -    | imaibiš |

- Вопросительные
- Неопределённые
- Отрицательные
- Относительные

Который, которая, которое.
| Падеж         | М.р.   | Ж.р.  | Ср.р. |
| ------------- | ------ | ----- | ----- |
| Именительный  | haya   | hayā  | taya  |
| Винительный   | tayam  | tayām | taya  |
| Творительный  | tayanā | -     | -     |
| Отложительный | tayanā | -     | -     |

| Падеж        | М.р.   | Ж.р.         | Ср.р.    |
| ------------ | ------ | ------------ | -------- |
| Именительный | tayaiy | tayā, tayaiy | tayā     |
| Винительный  | tayaiy | tayā, tayaiy | tayā     |
| Родительный  | -      | tayaišam     | tayaišam |
| Дательный    | -      | tayaišam     | tayaišam |

Кроме того, в древнеперсидском языке существовала разветвлённая система энклитик, изменявшихся по роду, числу и падежу. Ниже приведена парадигма энклитики 3 лица.
|             | masc.      | fem.       | neut. |
| ----------- | ---------- | ---------- | ----- |
| Singularis  |            |            |       |
| Acc.        | -šim, -dim | -šim, -dim | -šim  |
| Instr.-abl. | -šim       |            |       |
| Gen.-dat.   | -šaiy      |            | -šaiy |
| Pluralis    |            |            |       |
| Acc.        | -šiš, -diš | -šiš, -diš |       |
| Gen.-dat.   | -šām       | -šām       |       |

#### Числительное
- Количественные

Из количественных числительных, обозначаемых логограммами, известно произношение только одной формы: aiva «один».
- Порядковые

В текстах найдено три примера порядковых числительных duvitīya «второй», θritīya «третий», navama «девятый».

#### Глагол
Глагол в древнеперсидском языке обладает категориями наклонения, времени и залога. Личные формы глагола изменяются по лицу и числу, причём формы второго лица и двойственного числа почти не встречаются.
Наклонение
- Изъявительное

Время
- Настоящее время

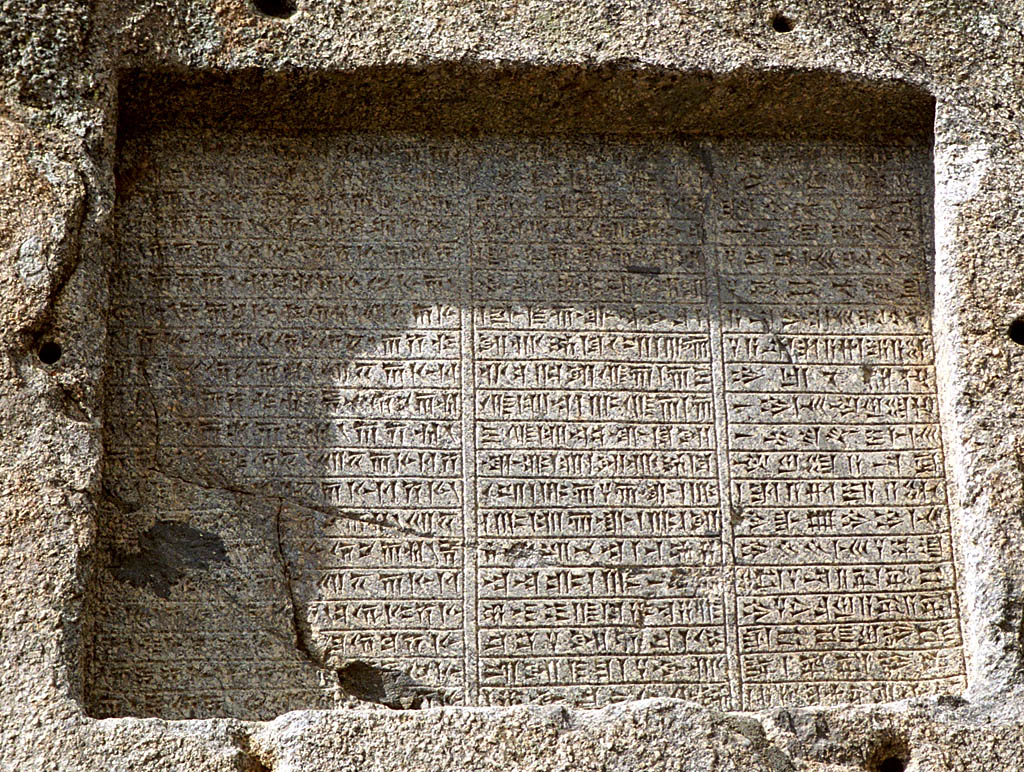
Надпись Дария. Иран.

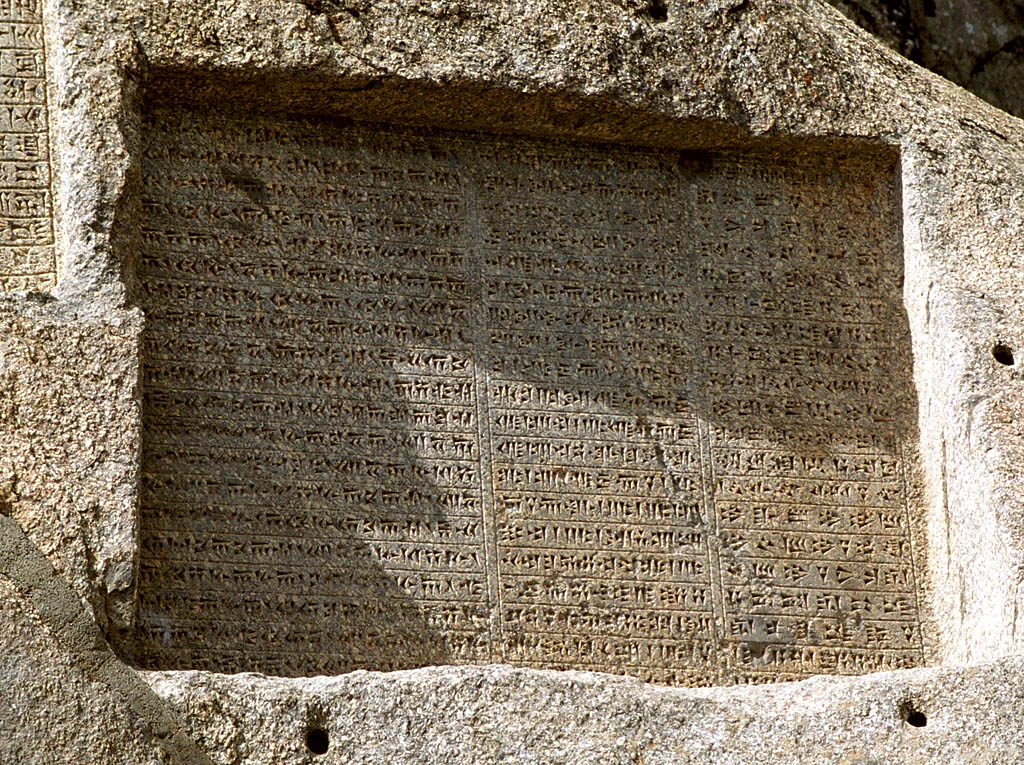
Надписи Ксеркса. Иран.

По способу образованию настоящего времени все глаголы древнеперсидского языка делятся на тематические и атематические. Тематические глаголы между основой настоящего времени и окончанием вставляют тематическую гласную -a, атематические же глаголы присоединяют окончания непосредственно к основе настоящего времени. Эта основа образуется с помощью суффиксов, а также чередования гласных внутри корня (аблаута). Существует около 19 способов образования основ настоящего времени. Тематические основы, как в авестийском языке и санскрите, образуются добавлением суффиксов -a, -ya, -aya, -āya, -sa. Особый интерес представляет собой суффикс -āya (например, garb «захватывать» — garbāya), использовавшийся в ведийском языке, но не сохранившийся в других индоиранских языках. При атематическом спряжении выделяются сильные и слабые формы, образованные с помощью различных суффиксов. Редупликация, присущая атематическим основам, изредка встречается и у тематических основ.
|            |                  | Атематическое спряжение | Тематическое спряжение |
| as, 'быть' | bar, 'приносить' |                         |                        |
| ---------- | ---------------- | ----------------------- | ---------------------- |
| Ед.ч.      | 1л.              | ahmiy                   | barāmiy                |
| Ед.ч.      | 3л.              | astiy                   | baratiy                |
| Мн.ч.      | 1л.              | ahmahay                 | barāmahay              |
| Мн.ч.      | 3л.              | hantiy                  | barantiy               |

Настоящее время, медиальный залог
|                    |     | Тематическое спряжение |
| yad, 'поклоняться' |     |                        |
| ------------------ | --- | ---------------------- |
| Ед.ч.              | 1л. | yadaiy                 |
| Ед.ч.              | 3л. | yadataiy               |
| Мн.ч.              | 3л. | yadantaiy              |

- Имперфект

Имперфект является наиболее распространённым прошедшим временем в древнеперсидском языке. Формы имперфекта иногда выражают не только время, но и аспект. Имперфект образуется следующим образом: перед основой настоящего времени ставится аугмент a-, а после основы следуют вторичные окончания. Конечные согласные в третьем лице тематического спряжения почти никогда не выписывались, поэтому глагольные формы в третьем лице совпали в написании: abava «(он) стал», «(они) стали». В приведённой ниже таблице эти конечные согласные восстановлены. При переводе древнеперсидского имперфекта на русский язык можно пользоваться русскими глаголами как несовершенного, так и совершенного вида.
|               |             | Атематическое спряжение | Тематическое спряжение |
| kar, 'делать' | jīv, 'жить' |                         |                        |
| ------------- | ----------- | ----------------------- | ---------------------- |
| Ед.ч.         | 1л.         | akunavam                | ajīvam                 |
| Ед.ч.         | 3л.         | akunauš                 | ajīvat                 |
| Дв.ч.         | 3л.         |                         | ajīvatam               |
| Мн.ч.         | 1л.         | akumā                   | ajīvāmā                |
| Мн.ч.         | 3л.         | akunavan                | ajīvan                 |

Имперфект, медиальный залог
|            |                              | Атематическое спряжение | Тематическое спряжение |
| ah, 'быть' | gaub, 'говорить, называться' |                         |                        |
| ---------- | ---------------------------- | ----------------------- | ---------------------- |
| Ед.ч.      | 1 л.                         |                         | agaubaiy               |
| Ед.ч.      | 3 л.                         | āhatā                   | agaubatā               |
| Мн.ч.      | 3 л.                         | āhantā                  | agaubantā              |

Наиболее употребительные формы имперфекта в древнеперсидских надписях: āhan «они были», abavat «он стал», adurujiyat «он солгал», aθahat «он сказал», akunavam «я cделал», akunauš «он делал», frābarat «он дал».
Примеры употребления имперфекта:
Adam Dārayavauš xšāyaθiya vazarka xšāyaθiya xšāyaθiyānām xšāyaθiya dahayūnām Vištāspahayā puça Haxāmanišiya haya imam tacaram akunauš. «Я — Дарий, царь великий, царь царей, царь (всех) стран, сын Гистаспа, ахеменид, который создал (воздвиг) этот дворец».
Iyam Gaumāta haya maguš adurujiyat avaθā aθahat adam Bardiya amiy haya Kurauš puça adam
xšāyaθiya ahmiy. "Этот маг Гаумата лгал; так говоря: «Я — Бардия, сын Кира, я — царь».
Yaθā Kambūjiya Mudrāyam ašiyavat pasāva kāra arīka abavat. — «Когда Камбиз отправился в Египет, тогда войско стало мятежным».
- Перфект
- Перифрастический перфект
- Плюсквамперфект
- Аорист

Формы аориста встречаются редко. Одним из примеров является форма adā «он создал».

- Повелительное

Активный залог
| Лицо | Атематическ. | Тематическ. |
| ---- | ------------ | ----------- |
| 2    | -diy         | -a          |
| 3    | -tuv         | -atuv       |

| Лицо | Атематическ. | Тематическ. |
| ---- | ------------ | ----------- |
| 2    | -ta          | -           |
| 3    | -ntuv        | -           |

Медиальный залог
Ед. ч.
| Лицо | Атематическ. | Тематическ. |
| ---- | ------------ | ----------- |
| 2    | -šuva        | -ahuva      |
| 3    | -            | -atām       |

Примеры: jadiy «убей», paraidiy «уйди, уходи», pādiy «храни, защищай», dadāntuv «пусть они дадут», kunautuv «пусть он сделает».
- Сослагательное
- Желательное
- Потенциалис
- Инъюнктив

Инъюнктив представляет собой форму, напоминающую безаугментный имперфект изъявительного наклонения. Он использовался иногда в значении, схожем с имперфектом или презенсом изъявительного наклонения (особенно если за глаголом не следовало наречие). Чаще инъюнктив имел значение будущего времени с волюнтативной окраской.
Примеры: mā tarsam «да не убоюсь», mā avarada «тебе не нужно уходить», paraitā «пусть уйдут», ja(n)tā «пусть убьют», mā apagaudaya «тебе не нужно отменять».

Залог
- Действительный
- Средний

(тематическая форма настоящего времени -aiy-, -ataiy-). К среднему залогу относятся глаголs активного, медиального и пассивного значения.
- Страдательный

(-ya-).
В древнеперсидском засвидетельствованы формы глагола 1 и 3 лиц
Нефинитные формы глагола
| Действительный залог | Средний залог |
| -------------------- | ------------- |
| -nt-                 | -amna-        |

| -ta- |

| -tanaiy |

## Синтаксис
Стандартный порядок слов в предложении: SOV. Например, Adam imām dahayāum vaināmiy «Я вижу эту землю». Косвенное дополнение также располагается между подлежащим и сказуемым: Kāra Pārsam ašiyavat «Армия прибыла в Персию». Исключение составляет распространённая конструкция с глаголом θātiy «говорит», всегда стоящим в начале фразы. В посессивной конструкции определяемое слово стоит на втором месте: Vištāspahayā puça «сын Гистаспа». Прилагательное в атрибутивной функции ставится после существительного: dātam rāstam «справедливый закон», Однако возможны исключения: aniyāha bagāha «другие боги». Отрицание перед глаголом выражается частицей naiy, стоящей всегда перед глаголом: naiy gaubataiy «не называется». Особый интерес представляет собой номинативная конструкция, все слова в которой стоят в номинативе, даже если по смыслу требуется другой падеж (здесь — аблатив): hacā Pirāva nāma rauta «от реки Нил». 

### Лексика
| Индоиранский корень | Древнеперсидский | Среднеперсидский | Совр. перс. яз. | Значение       |
| ------------------- | ---------------- | ---------------- | --------------- | -------------- |
| *aśva               | as(p)a           | asp              | asb اسب         | лошадь         |
| *kāma               | kāma             | kām              | kām کام         | желание        |
| *daiva              | daiva            | dēv              | div دیو         | див, злой дух  |
| *j́raya              | draya            | drayā            | daryā دریا      | река           |
| *j́hasta             | dasta            | dast             | dast دست        | рука           |
| *bhāgī              | bāji             | bāj              | bāj باج/باژ     | дань           |
| *bhrātr-            | brātar           | brādar           | barādar برادر   | брат           |
| *bhūmī              | būmi             | būm              | būm بوم         | регион, страна |
| *martya             | martiya          | mard             | mard مرد        | мужчина        |
| *māsa               | māha             | māh              | māh ماه         | месяц          |
| *vāsara             | vāhara           | vahār            | bahār بهار      | весна          |
| *sthūnā             | stūnā            | stūn             | sotūn ستون      | колонна        |
| *cyāta              | šiyāta           | šād              | šād شاد         | счастливый     |
| *arta               | arta             | ard              | ard اَرد         | истина         |
| *draugh-            | drauga           | drō              | dorōgh دروغ     | ложь           |